# Tom i bollen
Tom i bollen (Caddyshack) är en amerikansk komedifilm från 1980, regisserad av Harold Ramis. 

## Handling
Unge Danny har sommarjobb som golfcaddy och hoppas att vinna caddystipendiet för att få en collegeplats. Hans förutsättningar ökar när han hjälper golfklubbens ordförande, domare Elihu Smails, ur en pinsam situation. Men sedan Smails hittat honom till sängs med Smails karltokiga systerdotter Lacey tror Danny att hans möjligheter sjunkit till noll. Smails vill emellertid köpa Dannys tystnad till priset av stipendiet. Affärsmannen Al Czervik utmanar Smails på en golfmatch om 40.000 dollar för vinnaren. Smails partner blir doktor Beeper och Czervik väljer den excentriske playboyen Ty Webb. Under matchen skadas Czervik av ett av sina egna vilda slag. Ty väljer Danny som ersättare och denne accepterar trots att hans chanser hos Smails då blir helt obefintliga. Vid sluthålet hänger allt på en putt för Danny och inför detta slag så föreslår Czervik kvitt eller dubbelt. Dannys putt blir dock för kort och stannar vid kanten på hålet. Men efter en rad explosioner på golfbanan faller Dannys boll ner i hålet. Explosionerna är orsakade av den halvgalne anläggningsarbetaren Carl Spackler försök att utrota jordekorrar(goffers), vilka förstör golfbanan med grävandet av sina tunnlar.  

## Rollista
- Chevy Chase - Ty Webb
- Rodney Dangerfield - Al Czervik
- Ted Knight - Judge Elihu Smails
- Michael O'Keefe - Danny Noonan
- Bill Murray - Carl Spackler
- Sarah Holcomb - Maggie O'Hooligan
- Scott Colomby - Tony D'Annunzio
- Cindy Morgan - Lacey Underall
- Dan Resin - Dr. Beeper
- Henry Wilcoxon - Bishop Pickering
- Albert Salmi - Mr. Noonan
- Elaine Aiken - Mrs. Noonan
- John F. Barmon, Jr. - Spaulding Smails
- Lois Kibbee - Mrs. Smails
- Brian Doyle-Murray - Lou Loomis
- Jackie Davis - Smoke Porterhouse
- Hamilton Mitchell - Motormouth
- Chuck Rodent - Mr. Gopher